# Finse parlementsverkiezingen 2011
De Finse parlementsverkiezingen in 2011 vonden plaats op 17 april 2011.

## Achtergrond
De verkiezingen stonden vooral in het teken van het tegenhouden van een bail-out die de Europese Unie aan Portugal wilde verstrekken via het European Financial Stability Facility. De bail-out maakte deel uit van een hulppakket dat werd geboden aan Europese landen die met grote schulden te kampen hadden.
De grote verrassing was de doorbraak van de populistische partij Finnenpartij die bijna op gelijke hoogte kwamen met de drie andere grootste partijen. Verschillende corruptiezaken waren er mede de reden voor dat de regeringspartijen stemmen verloren. De regering die bestond uit de Nationale Coalitiepartij (NCP), de Groene Liga en de Zweedse Volkspartij (SPP) verloor haar meerderheid in het parlement.
Omdat de NCP toch de grootste partij bleef mocht Jyrki Katainen, de zittende minister van Financiën, proberen een regering te vormen. Tijdens de regeringsformatie liet de Finnenpartij weten niet in een nieuwe regering te gaan zitten als de Finse regering instemde met de Portugese bail-out. Op 1 juni verlieten ook de Sociaaldemocratische Partij van Finland (SDP) en de Linkse Alliantie de onderhandelingstafel vanwege te grote economische verschillen. De andere partijen die nog wel aan tafel zaten waren de Christendemocraten, de Groene Liga en de SDP. Op 10 juni kondigde Katainen aan dat de SPP en de Linkse Alliantie terugkeerden aan de onderhandelingstafel. Op 17 juni werd er een akkoord bereikt over een nieuwe coalitieregering onder leiding van Katainen.

## Uitslag
| Partij                                  | Stemmen   | %    | ±%     | zetels | verschil |
| --------------------------------------- | --------- | ---- | ------ | ------ | -------- |
| Nationale Coalitiepartij                | 599.138   | 20,4 | ▼ 1,9  | 44     | ▼ 6      |
| Sociaaldemocratische Partij van Finland | 561.558   | 19,1 | ▼ 2,3  | 42     | ▼ 3      |
| Finnenpartij                            | 560.075   | 19,1 | ▲ 15,0 | 39     | ▲ 34     |
| Centrumpartij van Finland               | 463.266   | 15,8 | ▼ 7,3  | 35     | ▼ 16     |
| Linkse Alliantie                        | 239.039   | 8,1  | ▼ 0,7  | 14     | ▼ 3      |
| Groene Liga                             | 213.172   | 7,3  | ▼ 1,2  | 10     | ▼ 5      |
| Zweedse Volkspartij                     | 125.785   | 4,3  | ▼ 0,3  | 9      | 0        |
| Christendemocraten                      | 118.453   | 4,0  | ▼ 0,9  | 6      | ▼ 1      |
| Åland-vertegenwoordiger                 | 8.546     | 0,3  | 0,0    | 1      | 0        |
| Overigen                                | 59.085    | 2,0  | 0,0    | 0      | 0        |
| Totaal                                  | 2.931.817 | 100% |        | 200    |          |

1907 · 1908 · 1909 · 1910 · 1911 · 1913 · 1916 · 1917 · 1919 · 1922 · 1924 · 1927 · 1929 · 1930 · 1933 · 1936 · 1939 · 1945 · 1948 · 1951 · 1954 · 1958 · 1962 · 1966 · 1970 · 1972 · 1975 · 1979 · 1983 · 1987 · 1991 · 1995 · 1999 · 2003 · 2007 · 2011 · 2015 · 2019 · 2023